# كأس العالم لكرة الطائرة للرجال 1991
أقيمت كأس العالم لكرة الطائرة للرجال 1991 في نسختها السابعة في اليابان في الفترة من 22 نوفمبر وحتى 1 ديسمبر 1991.

## الترتيب النهائي
- 1.  الاتحاد السوفيتي
- 2.  كوبا
- 3.  الولايات المتحدة
- 4.  اليابان
- 5.  كوريا الجنوبية
- 6.  البرازيل
- 7.  ألمانيا
- 8.  تونس
- 9.  الجزائر
- 10.  المكسيك
- 11.  إيران
- 12.  تشيلي

| كأس العالم لكرة الطائرة للرجال 1991 |
| ----------------------------------- |
| · الاتحاد السوفيتي · للمرة الرابعة  |

## روابط إضافية
- النتائج (Archived 2009-07-21)